# Gutian Shuiku
Gutian Shuiku (kinesiska: 古田水库) är en reservoar i Kina. Den ligger i provinsen Fujian, i den sydöstra delen av landet, omkring 75 kilometer nordväst om provinshuvudstaden Fuzhou. I omgivningarna runt Gutian Shuiku växer i huvudsak blandskog.
Genomsnittlig årsnederbörd är 2 345 millimeter. Den regnigaste månaden är juni, med i genomsnitt 345 mm nederbörd, och den torraste är oktober, med 33 mm nederbörd.